# Cantó de Besiers-2

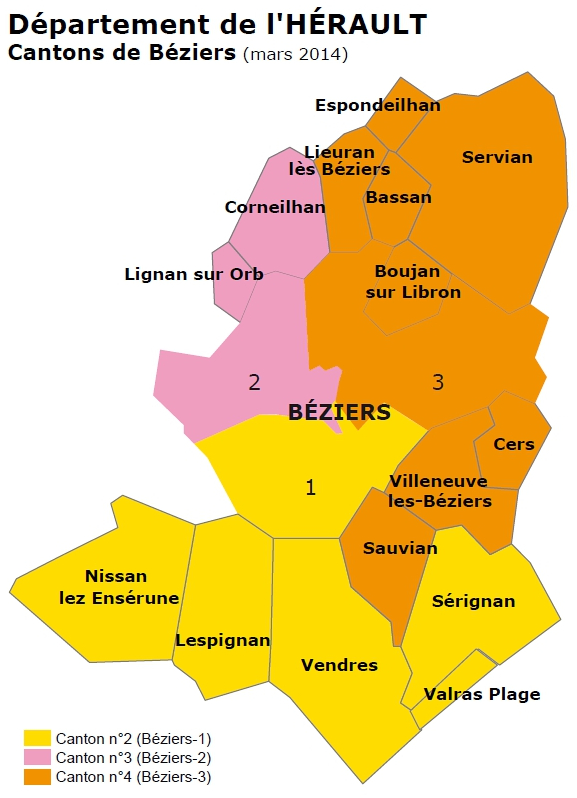
El cantó de Besiers-2 a l'Erau

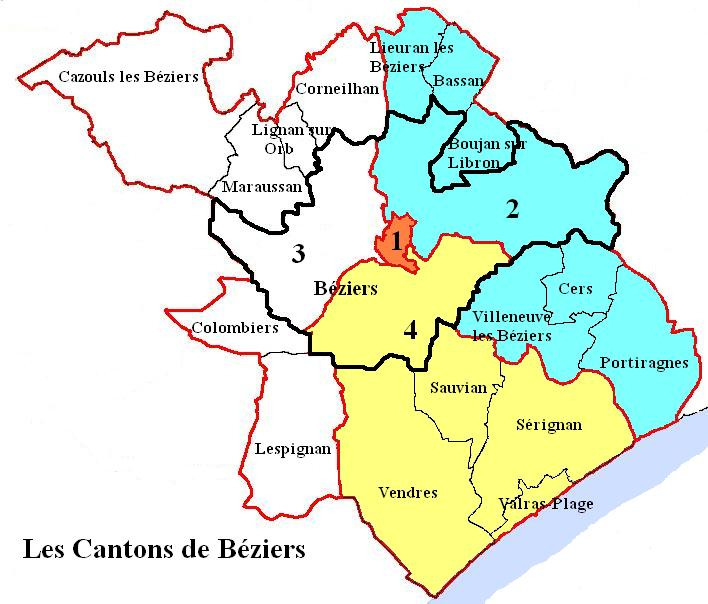
Els antics cantons de Besiers

El cantó de Besiers és un cantó francès del departament de l'Erau, a la regió d'Occitània. Forma part del districte de Besiers, té 2 municipis i una part del municipi que n'és el cap, Besiers.

## Municipis
- Besiers (part)
- Cornelhan
- Linha d'Òrb